# Uni (Lebensmittel)

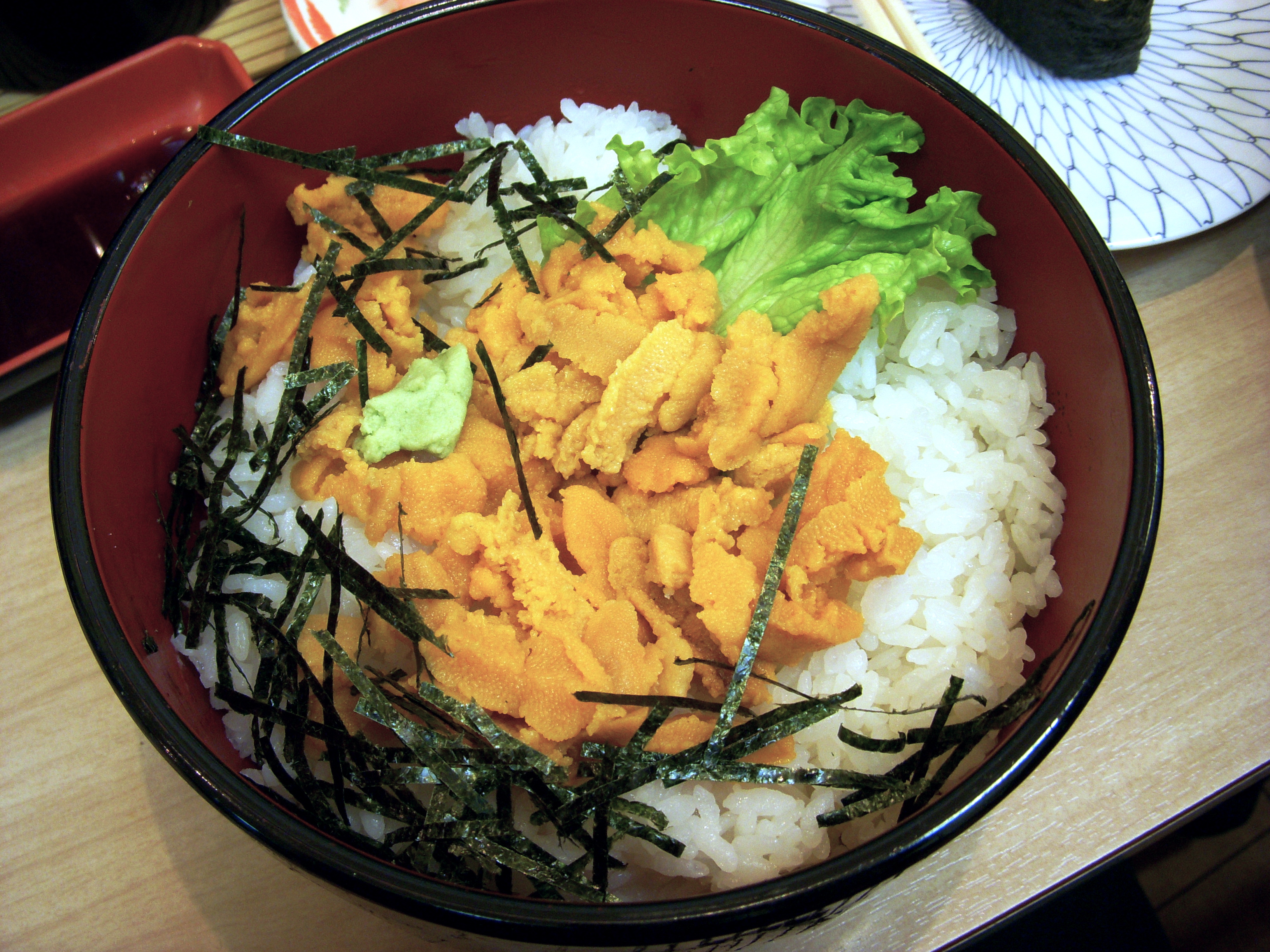
Uni auf Reis

Im Japanischen wird der Seeigel als Uni (jap. 海胆 oder 海栗) bezeichnet und ist unter diesem Namen auch auf der Speisekarte zu finden. Dabei handelt es sich um eine Spezialität (Chimmi) der japanischen Küche, die aus den Geschlechtsdrüsen von Seeigeln besteht. Der Geschmack wird als mild, süßlich, fischig und etwas nussig beschrieben, variiert aber von Art zu Art etwas.
Uni wird entweder kurz erhitzt gegessen, roh als Sashimi serviert oder als Bestandteil von Sushi verwendet.
Das Gericht scheint auch in Japan Geschmackssache zu sein, da Uni bei einer Umfrage sowohl in der Liste der beliebtesten Sushi, direkt nach Toro (fetter Thunfisch) auf dem zweiten Platz steht, aber auch auf der Liste der unbeliebtesten Sushi auf Platz zwei, nach Saba (Makrele). Bei Frauen steht er auf der Liste der unbeliebtesten sogar ganz oben. Es scheint so, als würden die meisten ihn entweder lieben oder hassen.
Uni wird in den drei Qualitätsstufen A, B und C gehandelt. Besonders geschätzt wird hellgelber oder orangefarbiger Uni mit fester Struktur. Je dunkler und weicher die Drüsen sind, desto schlechter ist die Qualität. Uni kann je nach Qualität und Verpackung ca. 15 bis über 200 $/kg kosten. Man kann ihn 5–6 Tage in Folie im Kühlschrank aufbewahren. Nach dem Einfrieren wird er beim Auftauen jedoch weich.
Uni wird zusammen mit Konowata (gepökelte Seegurkeninnereien) und Karasumi (getrockneter Meeräschenrogen) als eine der drei größten Delikatessen Japans (nippon sandai chinmi) angesehen. Die Nachfrage in Japan übersteigt daher das Angebot, so dass einige Länder wie Chile und die USA (Kalifornien und Alaska) Uni nach Japan exportieren. In Korea sind Seeigel ebenfalls beliebt, in Chile werden sie traditionell gegessen und als erizo bezeichnet. In Kalifornien hat sich die Uni-Herstellung mit ca. 21 Mio. $ Jahresumsatz (2004), von denen ca. ein Drittel in den USA konsumiert wird, fest etabliert und kann die derzeit stark steigende Nachfrage der wachsenden Zahl von Sushi-Restaurants kaum befriedigen.